# Aphalara pauli
Aphalara pauli är en insektsart som beskrevs av Loginova 1979. Aphalara pauli ingår i släktet Aphalara, och familjen rundbladloppor. Arten är reproducerande i Sverige.